# Armand Silvestre
Pour les articles homonymes, voir Sylvestre.

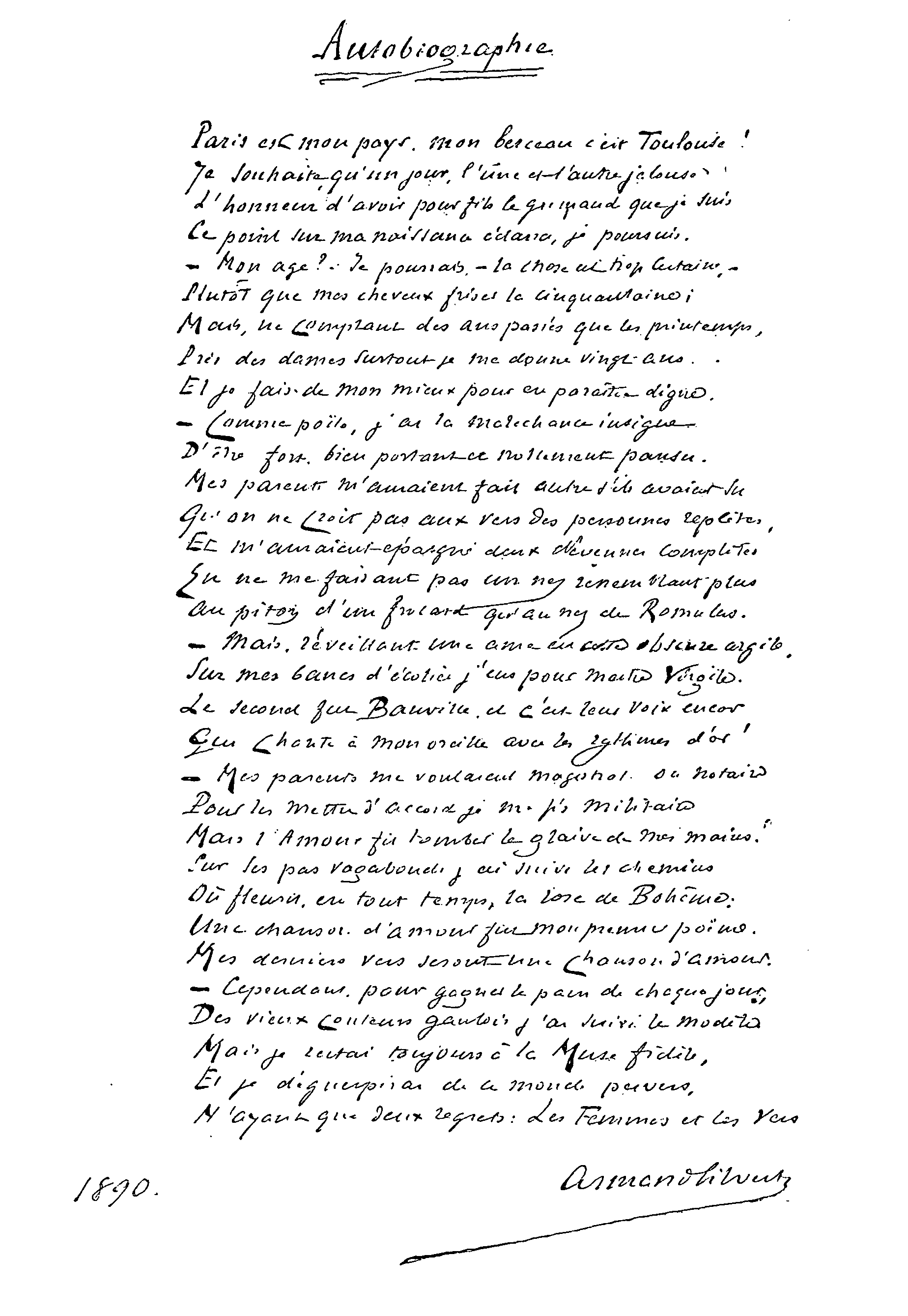
« Autobiographie » (1890)

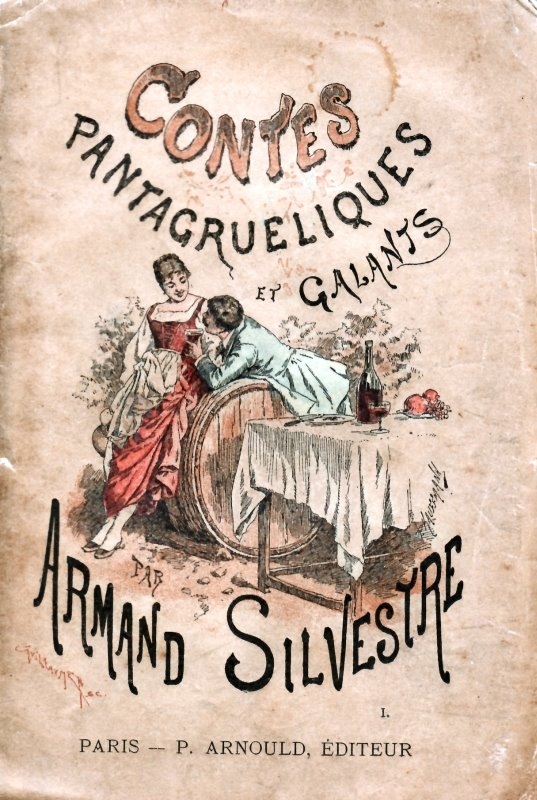
« Contes pantagruéliques et galants » (1884)

Paul-Armand Silvestre est un écrivain français, romancier, poète, conteur, librettiste et critique d'art né le 18 avril 1837 dans l'ancien 1er arrondissement de Paris et mort le 19 février 1901 à Toulouse.

## Éléments biographiques
Armand Silvestre naît le  18 avril 1837 à Paris. Fils d'un magistrat parisien, il est d'abord destiné à la magistrature. Mais l'étude des mathématiques le conduit à l'École polytechnique, dont il sort, en 1859, officier du génie, après avoir publié quelques mémoires scientifiques. Il quitte rapidement la carrière militaire et se consacre à la littérature.
À partir de 1866, il publie des recueils de vers. Il figure également dans Le Parnasse contemporain (1869 et 1876). Comme critique d'art et de théâtre, Il collabore activement à des journaux tels que l'Opinion nationale, le Journal officiel, L'Estafette et la Grande Revue de Paris et de Saint-Petersbourg.
En 1869, il entre au ministère des finances. Il devient sous-chef au bureau de la bibliothèque et des archives.
Pendant la guerre de 1870-1871, il reprend du service et fait la campagne comme capitaine.
En 1879, il entre au Gil Blas et y publie des nouvelles et des contes humoristiques et gaulois. Son ami Guy de Maupassant lui dédie en 1883 la nouvelle La Toux. Cette verve humoristique trouve ensuite à s'exprimer chez l'éditeur Paul Ollendorff avec la série « La Semaine pour rire », concept qu'il développe ensuite aux côtés de Catulle Mendès chez Dentu, en 1888, sous la forme d'une feuille hebdomadaire.
Dans les années 1880, il appartient également à la direction littéraire de L'Écho de Paris tout comme Octave Mirbeau. Il soutient le Ubu roi d'Alfred Jarry.
Chevalier de la Légion d'honneur le 7 juillet 1886.
Le 12 octobre 1892, il est nommé inspecteur des beaux-arts. Il éprouve une grande admiration envers la peintre Juana Romani, lui dédicaçant son poème, Femme à la rose.
Vers la fin des années 1880, il se fait quelques ennemis, plus ou moins virulents, parmi ses jeunes confrères. Le plus féroce est, évidemment, Léon Bloy. En 1887, dans le Désespéré, Silvestre apparaît sous le pseudonyme d'Andoche Sylvain (ch. LVIII). Bloy, qui le dit « le plus lu » des écrivains qu'il déteste et qu'il a réunis dans ce chapitre, mesure ainsi son influence et son génie : « Le journal où il renarde sa prose et même ses vers lui doit, paraît-il, sa prospérité et double ses tirages les jours où le nom du Coryphée rutile au sommaire. Il est, en effet, le créateur d'une chronique bicéphale dont la puissance est inouïe sur l'employé de ministère et le voyageur de commerce. Alternativement, il pète et roucoule. » Pour la prose, Bloy enfonce le clou, disant que cet écrivain « … représente, pour tout dire, l'esprit gaulois. Il se recommande sans cesse de Rabelais, dont il croit avoir le génie, et qu'il pense renouveler en ressassant les odyssées du boyau culier et du grand côlon. » Plus loin, on apprend que Silvestre vivait à Asnières, dans ce que Bloy appelle un « castel ».
Alphonse Allais l'épingle lui aussi, quelquefois, sans trop d'acrimonie, avec des sous-entendus au génie si particulier que Bloy a stigmatisé. Ainsi, le 10 août 1889, dans Le Chat noir, il adresse une lettre ouverte À M. Armand Sylvestre [sic], poète lyrique et pétardophile, titre dans lequel il faut comprendre que le néologisme final est plutôt un nom qu'un adjectif, et vise la partie prosaïque de son œuvre.
Pendant l'affaire Dreyfus, il devient membre de la Ligue de la patrie française, ligue anti-dreyfusarde modérée,. Il y côtoie les peintres Edgar Degas et Auguste Renoir, les poètes José-Maria de Heredia et Pierre Louÿs, le compositeur Vincent d'Indy, etc.
Il meurt le 19 février 1901 à Toulouse. Il eut le privilège d'avoir une statue en bronze au Jardin des Plantes, aujourd'hui disparue, car fondue par les Allemands durant l'Occupation. Initié par Pierre Dumas alors 1er adjoint au maire (Raymond Badiou), chargé de la culture, un buste en pierre est exposé sur la place Wilson.

## Œuvre
Les ouvrages d'Armand Silvestre ont été principalement publiés par Alphonse Lemerre et Gervais Charpentier.
Des poèmes d'Armand Silvestre ont été mis en musique par Gabriel Fauré, sous forme de mélodies pour une voix et piano (Le Secret, L'Automne, ...).
Son poème Jours Passés a été mis en musique par Léo Delibes sous le titre Regrets.
De 1888 à 1891, il publie de manière hebdomadaire Les Joyeusetés de la semaine, chaque publication contenant trois histoires comiques illustrées, qui sont éditées par Paul Genay, au bureau de La Récréation de la jeunesse, rue du Croissant.

### Poésie
- Rimes neuves et vieilles, avec une préface de George Sand (1866) voir sur Gallica
- Les Renaissances (1870)
- La Gloire du souvenir, poème d'amour (1872)
- Poésies, 1866-1874. Les Amours. La Vie. L'Amour (1875)
- La Chanson des heures, poésies nouvelles (1874-1878) (1878)
- Le Pays des roses, poésies nouvelles, 1880-1882 (1882)
- Le Chemin des étoiles : les Adorations, la Chanson des jours, Musiques d'amour, Dernières tendresses, Poèmes dialogués, 1882-1885 (1885)
- Le Dessus du panier : Impressions et souvenirs, Soleils toulousains, Propos de saison, Au pays des rêves (1885)
- Poésies, 1872-1878. La Chanson des heures (1887)
- Les Ailes d'or, poésies nouvelles (1890)
- Roses d'octobre, poésies, 1884-1889 (1890)
- Poésies, 1866-1872. Rimes neuves et vieilles. Les Renaissances. La Gloire du souvenir (1892)
- L'Or des couchants, poésies nouvelles, 1889-1892 (1892)
- Trente Sonnets pour Mademoiselle Bartet (1896)
- Les Aurores lointaines, poésies nouvelles, 1892-1895 (1896)
- Les Tendresses, poésies nouvelles, 1895-1898 (1898)
- Les Fleurs d'hiver, poésies nouvelles, 1898-1900 (1900)

### Prose
- Les Farces de mon ami Jacques (1re série de la Vie pour rire.) (1881)
- Les Mémoires d'un galopin, suivis de Petite Histoire naturelle (1882)
- Le Péché d'Ève (1882)
- Le Filleul du docteur Trousse-Cadet, suivi des Nouveaux Malheurs du commandant Laripète (1882) voir sur Gallica
- Histoires belles et honnestes (1883) voir sur Gallica
- Madame Dandin et Mademoiselle Phryné (1883)
- Contes grassouillets (1883)
- Les Mélancolies d'un joyeux (1883) voir sur Gallica
- Chroniques du temps passé. Le Conte de l'archer (1883)
- Pour faire rire. Gauloiseries contemporaines (1883)
- Contes pantagruéliques et galants (1884)
- En pleine fantaisie (1884)
- Les Bêtises de mon oncle (1884)
- Le Livre des joyeusetés (1884)
- Histoires de l'autre monde : mœurs américaines (1884)
- Le Falot (1884)
- Contes à la comtesse (1885)
- Les Merveilleux Récits de l'amiral Le Kelpudubec (1885)
- Joyeusetés galantes, suivies de Laripète citadin (1885)
- Les Cas difficiles (1886) voir sur Gallica
- Contes de derrière les fagots (1886) illustrés par Félix Lacaille
- Les Veillées de Saint-Pantaléon (1886)
- Histoires inconvenantes (1887)
- Le Livre des fantaisies. Joyeusetés et mélancolies (1887)
- Au fil du rire (1888)
- Histoires joyeuses (1888) voir sur Gallica
- Fabliaux gaillards (1888) voir sur Gallica
- Joyeux Devis (1888)
- Maïma (1888) voir sur Gallica
- Gauloiseries nouvelles (1888) voir sur Gallica
- Propos grivois (1888) voir sur Gallica
- Rose de mai, roman (1888) voir sur Gallica
- Le Nu au Salon (5 volumes, 1888-1892)
- Contes à la brune (1889) voir sur Gallica
- Histoires scandaleuses (1889)
- Un premier amant (1889) voir sur Gallica
- Livre d'amour (1890) voir sur Gallica
- Les Facéties de Cadet-Bitard (1890)
- Qui lira rira (1890) voir sur Gallica
- Trente bonnes farces (1890)
- Le Célèbre Cadet-Bitard (1891) voir sur Gallica
- Les Malheurs du commandant Laripète (2e série de la Vie pour rire), suivis de : Les Mariages de Jacques (1891)
- L'Épouvantail des rosières (1891) voir sur Gallica
- Contes salés (1891)
- Histoires joviales (1891)
- L'Effroi des bégueules (1891) voir sur Gallica
- Floréal (1891)
- Portraits et Souvenirs, 1886-1891 (1891)
- Histoires extravagantes (1892)
- Pour les amants (1892)
- Au pays des souvenirs : mes maîtres et mes maîtresses (1892)
- Aventures grassouillettes (1892)
- Contes audacieux (1892) voir sur Gallica
- Contes divertissants (1892)
- Nouveaux contes incongrus (1892)
- Armand Silvestre " Le nu de Rabelais d'après Jules Garnier ", illustrations de Japhet, E. Bernard & Cie Imprimeurs-Éditeurs, Paris, 1892
- La Russie, impressions, portraits, paysages (1892)
- Contes hilarants (1893)
- Histoires réjouissantes (1893)
- Amours folâtres (1893)
- Facéties galantes, contes joyeux (1893)
- Histoires abracadabrantes (1893)
- Contes désopilants (1893)
- Procès Rousseil-Tessandier et biographie de Mlle Rousseil (1893)
- La Semaine pour rire (152 fascicules, 1893-1896)
- La Kosake (1894)
- Fantaisies galantes (1894)
- Veillées joviales (1894)
- Fariboles amusantes (1895)
- Histoires gaies (1895)
- Nouvelles Gaudrioles (1895) voir sur Gallica
- Le Passe-temps des farceurs (1895)
- La Plante enchantée (1895)
- Contes au gros sel (1896)
- Contes irrévérencieux (1896) voir sur Gallica
- Récits de belle humeur (1896) voir sur Gallica
- Les Veillées galantes (1896)
- La Semaine joyeuse, (85 fascicules, 1896-1898)
- Contes tragiques et sentimentaux (1897)
- Le Petit art d'aimer, en quatorze chapitres (1897)
- Histoires gauloises (1898)
- Belles Histoires d'amour (1898)
- Les Fleurs amoureuses (1899)
- Arlette, roman (1900)
- Guide Armand Silvestre, de Paris et de ses environs et de l'Exposition de 1900 (1900)
- La Chemise à travers les âges, album (1900)
- Images de femmes (1901)
- Orfa, roman (1901)
- Les Sept Péchés capitaux. La luxure (1901) voir sur Gallica
- Les Dessous de la femme à travers les âges, album (1902)
- Contes incongrus (1902)
- Bibliothèque des Aventures gauloises (1902)

### Théâtre et livrets
- Dimitri, opéra en 5 actes et 7 tableaux, avec Henri de Bornier, musique de Victorin de Joncières, Paris, théâtre National-Lyrique, 1er mai 1876
- Monsieur ? comédie-bouffe en 3 actes, avec Paul Burani, Paris, Athénée-Comique, 24 octobre 1879
- Myrrha, saynète romaine, Paris, Cercle des arts libéraux, 20 décembre 1879
- La Tempête, poème symphonique en 3 parties, d'après Shakespeare, avec Pierre Berton, musique d'Alphonse Duvernoy, Paris, théâtre du Châtelet, 18 novembre 1880
- Coquelicot, opéra-comique en 3 actes, d'après les frères Cogniard, musique de Louis Varney, Paris, théâtre des Bouffes-Parisiens, 2 mars 1882
- Galante aventure, opéra-comique en 3 actes, avec Louis Davyl, musique d'Ernest Guiraud, Paris, Opéra-Comique, 23 mars 1882
- Henry VIII, opéra en 4 actes et 6 tableaux, avec Léonce Détroyat, musique de Camille Saint-Saëns, Paris, Opéra, 5 mars 1883
- Pedro de Zalamea, opéra en 4 actes, avec Léonce Détroyat, musique de Benjamin Godard, Anvers, théâtre Royal, 31 janvier 1884
- Les Templiers, opéra en 5 actes et 7 tableaux, avec Jules Adenis et Lionel Bonnemère, musique de Henry Litolff, Bruxelles, théâtre de la Monnaie, 25 janvier 1886
- Le Mari d'un jour, opéra-comique en 3 actes, avec Adolphe d'Ennery, musique d'Arthur Coquard, Paris, Opéra-Comique, 4 février 1886
- La Tesi, drame en 4 actes, avec Georges Maillard, Bruxelles, théâtre Molière, 29 octobre 1887; sous la direction de Paul Alhaiza (source: journal le globe illustré)
- Jocelyn, opéra en 4 actes, d'après le poème de Lamartine, avec Victor Capoul, musique de Benjamin Godard, Bruxelles, théâtre de la Monnaie, février 1888
- Chassé-croisé d'amour, opéra-bouffe en 1 acte, avec Édouard Cavailhon, musique d'Auguste de Villebichot, 1888
- La Femme bookmaker, opérette en 1 acte, avec Édouard Cavailhon, musique de Germain Laurens, 1888
- Sapho, février 1889
- Le Pilote, opéra en 3 actes et 4 tableaux, avec A. Gandrey, musique de J. Urich, Monte-Carlo, Casino, 29 mars 1890
- c, drame en 1 acte et en vers, Paris, Comédie-Française, 6 mars 1893
- Les Drames sacrés, poème dramatique en 1 prologue et 10 tableaux, en vers, avec Eugène Morand (1853-1930), musique de Charles Gounod, Paris, théâtre du Vaudeville, 15 mars 1893
- Izeÿl, drame en 4 actes, avec Eugène Morand, musique de Gabriel Pierné, Paris, théâtre de la Renaissance, 24 janvier 1894
- La Fée du rocher, ballet-pantomime en 2 actes et 6 tableaux, avec Francis Thomé et Jules Chéret, 1894
- Salomé, pantomime lyrique, avec Meltzer, musique de Gabriel Pierné, Paris, théâtre de l'Athénée, 4 mars 1895
- Le Chevalier aux fleurs, ballet-pantomime, musique d'André Messager et  Raoul Pugno, au théâtre Marigny[9],[10].
- Tristan de Léonois, drame en 3 actes et 7 tableaux, dont 1 prologue, en vers, Paris, Comédie-Française, 28 octobre 1897
- Chemin de croix, douze poèmes religieux d'Armand Silvestre, mis en musique par Alexandre Georges, 1897

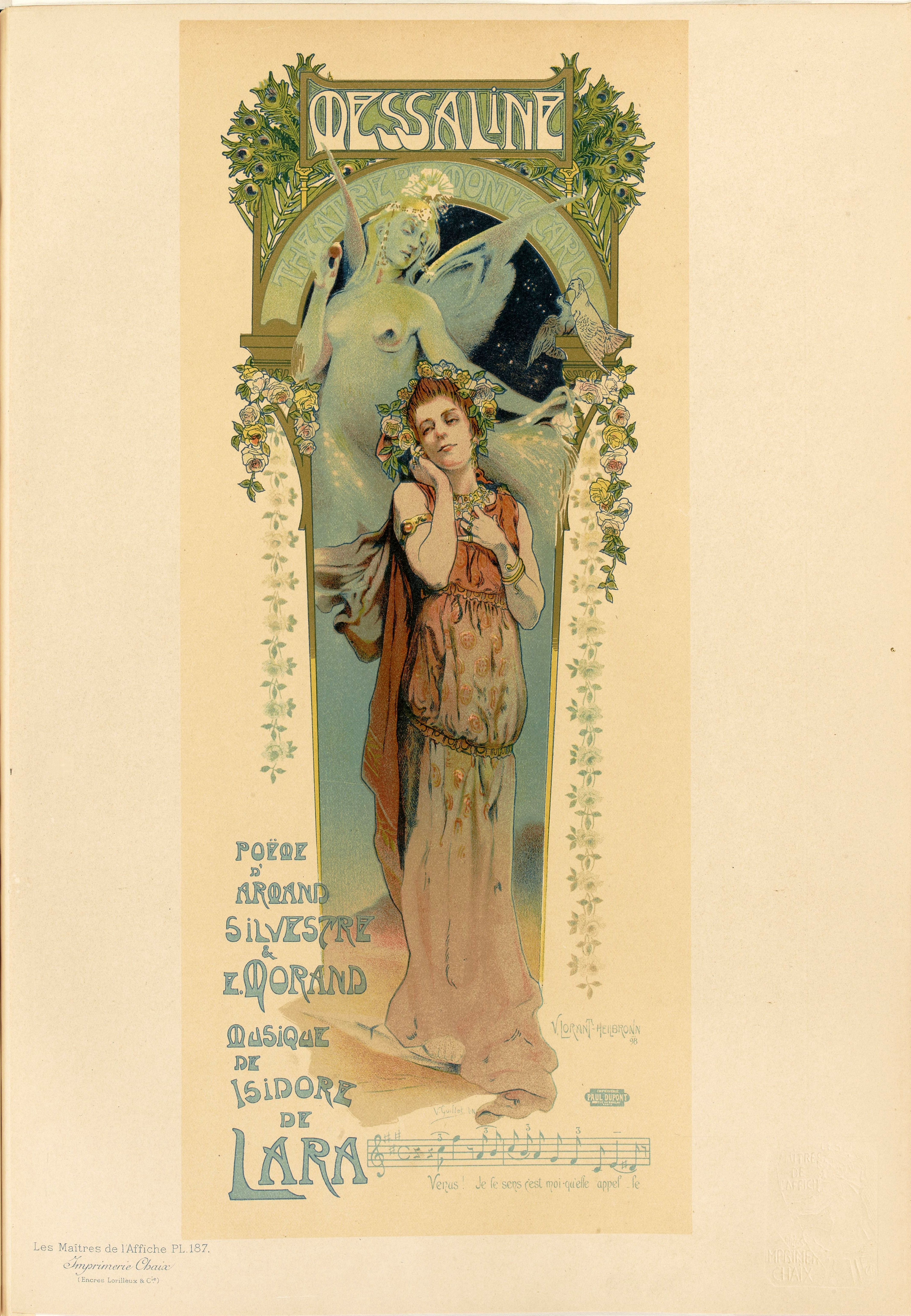
Affiche de Vincent Lorant-Heilbronn

- Bianca Torella  opéra en trois actes de Marie-Caroline Drummond de Melfort, 1897
- Messaline, drame lyrique en 4 actes et 5 tableaux, avec Eugène Morand, musique d'Isidore de Lara, 1899
- Charlotte Corday, drame musical en 3 actes, Paris, Opéra Populaire, février 1901
- Grisélidis, conte lyrique en 3 actes et 1 prologue, avec Eugène Morand, créé à la Comédie-Française le 15 mai 1891. Les auteurs en tirèrent un livret pour un mystère du même nom, représenté le 13 novembre 1901 à l'Opéra-Comique sur une musique de Jules Massenet.
- Le Chevalier d'Éon, opéra-comique en 4 actes, avec Henri Cain, musique de Rodolphe Berger, Paris, théâtre de la Porte-Saint-Martin, 10 avril 1908

### Musique
- Édouard Lalo, Tristesse, À celle qui part, 2 poèmes mis en musique, extraits de Les Ailes d'or
- Jules Massenet, Poème d’Avril
- Camille Saint-Saëns, Le Feu céleste, cantate pour soprano solo, chœur, orchestre, orgue et un récitant, op. 115 (sur une poésie d'Armand Silvestre)
- Gabriel Fauré, Madrigal, op. 35 (1883) [écouter en ligne]
- Albert Roussel, Les Rèves (1900)
- Maurice Ravel, Amants qui suivez le chemin pour petit orchestre et chœur mixte à 4 voix (entre 1900 et 1905). Manuscrit autographe inédit de 18 pages récemment découvert lors de la vente d'un lot aux enchères chez Drouot, acquis par la Bibliothèque nationale de France. Première exécution publique au Festival de Radio France à Montpellier le 9 juillet 2024.

## Armand Silvestre dans l'art

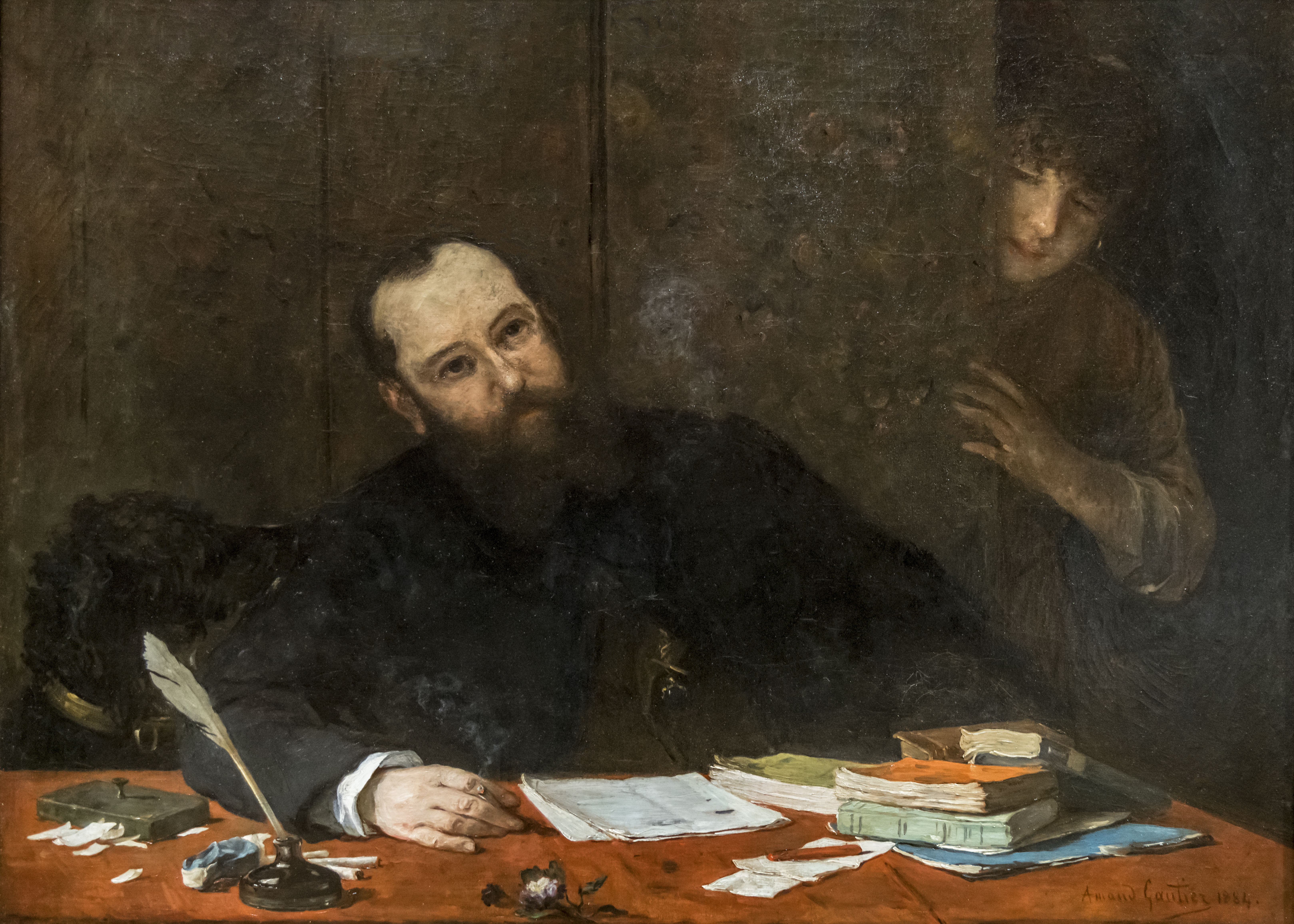
Portrait du poète et de son épouse par Amand Gautier